# 脂溶性
脂溶性（lipid-soluble，fat-soluble）是指可以被脂肪或油質以及其他非極性有機溶劑（如苯和四氯化碳）溶解的物質。
脂溶性維他命如A、D、E、K，必須跟有油質或脂肪的食物一起食用。